# G.D. Chaves
Grupo Desportivo de Chaves, thường được gọi là Chaves (phát âm tiếng Bồ Đào Nha: [ˈʃavɨʃ] ⓘ), là một câu lạc bộ bóng đá đến từ Chaves hiện đang chơi ở Primeira Liga. Đội được thành lập vào năm 1949 và hiện đang thi đấu tại sân vận động Thành phố Chaves. Bộ quần áo bóng đá sân nhà của họ là áo sọc đỏ xanh với quần đùi và tất màu xanh lam, còn bộ quần áo bóng đá sân khách toàn màu trắng. Chủ tịch hiện tại là Bruno Carvalho và huấn luyện viên là Ricardo Soares. Chaves đã 13 lần ở Giải hạng nhất Bồ Đào Nha và có thành tích tốt nhất ở vị trí thứ năm trong mùa giải 1989–90. Họ thi đấu châu Âu vào mùa giải 1987–88, chơi ở UEFA Cup, đánh bại đội Romania Universitatea Craiova ở vòng đầu tiên và thua đội Hungary Budapest Honvéd ở vòng tiếp theo.

## Cầu thủ

### Đội hình hiện tại
Tính đến ngày 9/2/2024
Ghi chú: Quốc kỳ chỉ đội tuyển quốc gia được xác định rõ trong điều lệ tư cách FIFA. Các cầu thủ có thể giữ hơn một quốc tịch ngoài FIFA.
| Số | VT | Quốc gia         | Cầu thủ                            |
| -- | -- | ---------------- | ---------------------------------- |
| 1  | TM | Brasil           | Hugo Souza (mượn từ Flamengo)      |
| 2  | HV | Bờ Biển Ngà      | Habib Sylla                        |
| 3  | HV | Brasil           | Ygor Nogueira                      |
| 4  | HV | Bồ Đào Nha       | Bruno Rodrigues                    |
| 6  | TV | Cộng hòa Nam Phi | Cafú Phete                         |
| 7  | TV | Bồ Đào Nha       | Benny                              |
| 9  | TĐ | Brasil           | Paulo Victor                       |
| 10 | TĐ | Guiné-Bissau     | Leandro Sanca                      |
| 13 | HV | Bồ Đào Nha       | Vasco Fernandes                    |
| 14 | TV | Bồ Đào Nha       | Dário Essugo (mượn từ Sporting CP) |
| 18 | TV | Bồ Đào Nha       | Pedro Pinho                        |
| 19 | HV | Canada           | Steven Vitória                     |
| 20 | TV | Bồ Đào Nha       | Rúben Ribeiro                      |

| Số | VT | Quốc gia    | Cầu thủ                   |
| -- | -- | ----------- | ------------------------- |
| 21 | TV | Mozambique  | Guima                     |
| 23 | TĐ | Tây Ban Nha | Héctor Hernández          |
| 27 | HV | Bồ Đào Nha  | Carraça                   |
| 28 | TV | Nigeria     | Kelechi Nwakali           |
| 30 | TM | Bồ Đào Nha  | Gonçalo Pinto             |
| 31 | TM | Brasil      | Rodrigo Moura             |
| 33 | HV | Bồ Đào Nha  | Sandro Cruz               |
| 40 | HV | Nigeria     | Junior Pius               |
| 70 | TV | Bồ Đào Nha  | Hélder Morim              |
| 77 | HV | Cabo Verde  | João Correia (đội trưởng) |
| 80 | TV | Bồ Đào Nha  | Raphael Guzzo             |
| 87 | TĐ | Bồ Đào Nha  | Rodrigo Melro             |
| 99 | TĐ | Brasil      | Jô                        |